# فيلامايور دي كالاترافا (سيوداد ريال)
بلدية فيلامايور دي كالاترافا (بالإسبانية: Villamayor de Calatrava)‏، هي إحدى بلديات مقاطعة سيوداد ريال إحدى مقاطعات إسبانيا، والتي تقع في منطقة قشتالة لا منتشا وسط إسبانيا.
يبلغ عدد سكانها 612 نسمة وفقاً لإحصائية سنة (2007).

## أعلام
- لويس كاسيميرو